# 死ぬまでにしたい10のこと
『死ぬまでにしたい10のこと』（しぬまでにしたいじゅうのこと、My Life Without Me）は、2003年のカナダ・スペイン合作の恋愛ドラマ映画。
スペイン出身のイザベル・コイシェ監督・脚本。ナンシー・キンケイドの短編を原作とする。プロデューサーはペドロ・アルモドバル他。
所々出てくるナレーションの部分では、主人公を指す代名詞に you (あなた)が使われ、あたかも、「映画を見ているあなたが、この映画の主人公だ、あなたの余命が2か月なのだ」と訴えかけるようになっている。（日本語字幕では 私 と表示される）

## ストーリー
カナダのバンクーバーが舞台。幼い娘2人と失業中の夫と共に暮らすアンは、ある日腹痛のために病院に運ばれ、検査を受ける。その結果、癌であることが分かり、23歳にして余命2か月の宣告を受けてしまう。その事実を誰にも告げないことを決めたアンは、「死ぬまでにしたい10のこと」をノートに書き出し、一つずつ実行してゆく。

## キャスト
※括弧内は日本語吹替
- アン・マトランド - サラ・ポーリー（根谷美智子）

大学の夜間清掃員。
- ドン・マトランド - スコット・スピードマン（三木眞一郎）

アンの夫。優しいが甲斐性はない。
- ペニー・マトランド - ジェシカ・アムリー（英語版）（杉原美和）

アンが17歳で生んだ娘。
- パッツィー・マトランド - ケンヤ・ジョー・ケネディ（川田妙子）

アンが19歳で生んだ娘。
- リー - マーク・ラファロ（山路和弘）

測量技師。アンの最後の恋の相手。
- ローリー - アマンダ・プラマー（宮寺智子）

アンの仕事仲間。ダイエット中毒。
- アン（隣人） - レオノール・ワトリング（幸田夏穂）

看護師。越して来たばかり。
- 美容師 - マリア・デ・メディロス（朴璐美）
- トンプソン医師 - ジュリアン・リッチングス（英語版）（牛山茂）

アンの主治医。アンからテープを託される。
- アンの母 - デボラ・ハリー（久保田民絵）

悲観的な性格。
- アンの父 - アルフレッド・モリーナ（クレジットなし）（佐々木梅治）

刑務所に収監中。